# Best of Ballade カレント
『Best of Ballade カレント』（ベスト・オブ・バラード カレント）は、工藤静香の8枚目のベスト・アルバム。1998年11月18日発売。発売元はポニーキャニオン。

## 概要
既発シングルとアルバムの中から、バラード楽曲のみセレクトしており、『Best of Ballade "Empathy"』（1992年）から6年ぶりとなるバラード・ベスト・アルバム第2弾である。
「抱いてくれたらいいのに」「Ice Rain」「in the sky」は英語詞で収録。英語で歌唱した理由について工藤は「既に（オリジナルを）持っているファンの人たちにも楽しんでもらうため」とインタビューで答えている。
本作の発売前に33rdシングル「一瞬」が発売されたが、本作への収録は見送られた。

## 収録曲

### CD
| #   | タイトル                                                                | 作詞                              | 作曲       | 編曲                              | 時間 |
| --- | ----------------------------------------------------------------------- | --------------------------------- | ---------- | --------------------------------- | ---- |
| 1.  | 「in the sky」(Text in English)                                         | 高尾直樹 (日本語原詞：ЯK)         | ЯK         | 澤近泰輔                          | 4:35 |
| 2.  | 「ワインひとくちの嘘」                                                  | 松井五郎                          | 後藤次利   | 後藤次利                          | 4:50 |
| 3.  | 「夢」                                                                  | 愛絵理                            | 飛鳥涼     | 澤近泰輔                          | 5:46 |
| 4.  | 「めちゃくちゃに泣いてしまいたい」                                      | 松井五郎                          | 後藤次利   | 後藤次利 (ブラスアレンジ：門倉聡) | 4:59 |
| 5.  | 「恋一夜」                                                              | 松井五郎                          | 後藤次利   | 後藤次利                          | 4:31 |
| 6.  | 「セレナーデ」                                                          | 松井五郎                          | 後藤次利   | 後藤次利                          | 5:01 |
| 7.  | 「抱いてくれたらいいのに -Let Me Sleep In Your Arms-」(Text in English) | 寺井りえ子 (日本語原詞：松井五郎) | 後藤次利   | 後藤次利                          | 5:14 |
| 8.  | 「恋模様」                                                              | 愛絵理                            | 後藤次利   | Draw4                             | 4:47 |
| 9.  | 「Venus」                                                               | 愛絵理                            | 都志見隆   | 澤近泰輔                          | 5:05 |
| 10. | 「雪・月・花」                                                          | 中島みゆき                        | 中島みゆき | 瀬尾一三                          | 4:47 |
| 11. | 「微熱」                                                                | 愛絵理                            | はたけ     | CHOKKAKU                          | 4:33 |
| 12. | 「Door」                                                                | 愛絵理                            | 都志見隆   | 澤近泰輔                          | 4:43 |
| 13. | 「Ice Rain」(Text in English)                                           | 寺井りえ子 (日本語原詞：愛絵理)   | 都志見隆   | 門倉聡                            | 6:02 |
| 14. | 「きらら」                                                              | ЯK                                | ЯK         | 澤近泰輔                          | 4:50 |

### 備考
1. in the sky -Text in English-
  - 32ndシングル「きらら」カップリング曲。英語詞にて収録。
2. ワインひとくちの嘘
  - アルバム『ミステリアス』に収録。
3. 夢
  - アルバム『Expose』に収録。
4. めちゃくちゃに泣いてしまいたい
  - 15thシングル。アルバム『Trinity』収録。
5. 恋一夜
  - 6thシングル。アルバム『JOY』収録。
6. セレナーデ
  - 9thシングル「くちびるから媚薬」カップリング曲。アルバム初収録。
7. 抱いてくれたらいいのに -Let Me Sleep In Your Arms- -Text in English-
  - 3rdシングル。英語詞にて収録。
8. 恋模様
  - ベスト・アルバム『unlimited』に収録。
9. Venus
  - アルバム『Purple』に収録。
10. 雪・月・花
  - 31stシングル。アルバム初収録。
11. 微熱
  - アルバム『DRESS』に収録。
12. Door
  - 21stシングル「Blue Rose」カップリング曲。アルバム初収録。
13. Ice Rain -Text in English-
  - 23rdシングル。アルバム『Purple』収録。英語詞にて収録。
14. きらら
  - 32ndシングル。アルバム初収録。

## 関連作品
- in the sky
  - 「in the sky#収録アルバム」を参照されたい
- ワインひとくちの嘘
  - ミステリアス
  - She Best of Best
- 夢
  - Expose
- めちゃくちゃに泣いてしまいたい
  - 「めちゃくちゃに泣いてしまいたい#収録アルバム」を参照されたい
- 恋一夜
  - 「恋一夜#収録アルバム」を参照されたい
- セレナーデ
  - 「くちびるから媚薬#収録アルバム」を参照されたい
- 抱いてくれたらいいのに
  - 「抱いてくれたらいいのに#収録アルバム」を参照されたい
- 恋模様
  - unlimited
- Venus
  - Purple
- 雪・月・花
  - 「雪・月・花#収録アルバム」を参照されたい
- 微熱
  - DRESS
- Door
  - 「Door#収録アルバム」を参照されたい
- Ice Rain
  - 「Ice Rain#収録アルバム」を参照されたい
- きらら
  - 「きらら#収録アルバム」を参照されたい